# Vöckelsbach
Vöckelsbach ist ein Ortsteil der Gemeinde Mörlenbach im südhessischen Landkreis Bergstraße.

## Geographische Lage
Vöckelsbach liegt im westlichen Odenwald in der Nähe der Bergstraße am Oberlauf des Vöckelsbachs, einem linken südlichen Zufluss des Mörlenbachs, der bei Mörlenbach-Mitte in die Weschnitz mündet. Im Süden reicht die Gemarkung bis zu den bewaldeten Abhängen des Götzensteins (522 Meter).
Im Umkreis von weniger als einem Kilometer um Vöckelsbach liegen im Westen der Weiler Geisenbach, im Südwesten der Weiler Schnorrenbach und im Osten das Dorf Mackenheim.

## Geschichte

### Überblick
Die erste Erwähnung des Ortes findet sich unter dem Namen Fockelspach 1488. Für 1568 ist belegt, dass der Ort zur Zent-Waldmichelbach der pfälzischen Amtsvogtei Lindenfels gehörte.
Während der Reformation wird der Ort evangelisch und eine Filiale der reformatorischen Pfarrei Wald-Michelbach. Am Ende des Dreißigjährigen Kriegs (1648) dürfte der Ort wie das benachbarte Siedelsbrunn fast menschenleer gewesen sein.
Nach dem verheerenden Krieg betrieb die Kurpfalz auf ihrem Gebiet eine durch religiöse Toleranz geprägte Wiederansiedlungspolitik. Doch die in der unruhigen Folgezeit ausbrechenden Kriege wie der Pfälzische Erbfolgekrieg (1688–1697) und der Spanische Erbfolgekrieg (1701–1714) machte viele der Bemühungen wieder zunichte und Zehntausende Pfälzer emigrierten u. a. nach Nordamerika und Preußen.
Unter pfälzer Herrschaft gehörte der Ort bis 1803 zum Oberamt Lindenfels und kam dann infolge des Reichsdeputationshauptschlusses, der die Auflösung der Kurpfalz verfügte, nach Hessen. Dort wird er ab 1821 durch den Landratsbezirk Lindenfels verwaltet, wobei die Bürgermeisterei in Ober-Mumbach auch für Vöckelbach zuständig war.
Später war die Bürgermeister für Vöckelsbach in Reisen, bevor es sich selbst verwaltete.
Über mehrere Verwaltungsreformen in Hessen gehörte der Ort den Kreisen Lindenfels und Heppenheim an, bis es 1938 zum heutigen Landkreis Bergstraße kam.
Am  31. Dezember 1970 erfolgte die Eingemeindung zu Mörlenbach, wobei Vöckelsbach einen eigenen Ortsbeirat behält.

### Vom Anfang bis zum 18. Jahrhundert
Vöckelsbach entstand im Gebiet der ehemaligen Mark Heppenheim die ein Verwaltungsbezirk des Frankenreichs bezeichnete. Am 20. Januar 773 schenkte Karl der Große die Stadt Heppenheim nebst dem zugehörigen Bezirk, der ausgedehnten Mark Heppenheim, dem Reichskloster Lorsch. Von hier wurde die Urbarmachung und Besiedlung des Gebietes betrieben. Der Blütezeit des Klosters Lorsch, in dessen Gebiet Vöckelsbach lag, folgte im 11. und 12. Jahrhundert sein Niedergang. 1232 wurde Lorsch dem Erzbistum Mainz unterstellt. Nach langen Streitigkeiten konnten sich die Kurpfalz und das Erzbistum Mainz Anfang des 14. Jahrhunderts über das Erbe aus dem Lorscher Abtei einigen und die pfälzer Teile wurden durch die Amtsvogtei Lindenfels verwaltet.
Die erste Erwähnung des Ortes findet sich unter dem Namen Fockelspach 1488. Für 1568 ist belegt, dass der Ort zur Zent-Waldmichelbach der pfälzischen Amtsvogtei Lindenfels gehörte.
In den Anfängen der Reformation sympathisierten die pfälzischen Herrscher offen mit dem lutherischen Glauben, aber erst unter  Ottheinrich (Kurfürst von 1556 bis 1559) erfolgte der offizielle Übergang zur lutherischen Lehre. Danach wechselten seine Nachfolger und gezwungenermaßen auch die Bevölkerung mehrfach zwischen der lutherischen, reformierten und calvinistischen Religion.
Völkelbach wurde eine Filiale der reformatorischen Pfarrei Wald-Michelbach. Die bestehende Kirche in Wald-Michelbach durch die Reformierten benutzt, während die  Katholiken 1739 eine eigene dem Heiligen Lorenz geweihte Kirche bauten. Die Lutheraner richteten sich 1780 eine Kirche in ihrem Schulhaus ein. Die Orte der Zent wurden Filialen der Pfarreien in Wald-Michelbach. 1613 wird Vöckelsbach noch als Filiale von Mörlenbach genannt.
Am Ende des Dreißigjährigen Kriegs (1648) dürfte der Ort wie das benachbarte Siedelsbrunn fast menschenleer gewesen sein.
Nach dem verheerenden Krieg betrieb die Kurpfalz auf ihrem Gebiet eine durch religiöse Toleranz geprägte Wiederansiedlungspolitik. Doch die in der unruhigen Folgezeit ausbrechenden Kriege wie der Pfälzische Erbfolgekrieg (1688–1697) und der Spanische Erbfolgekrieg (1701–1714) machte viele der Bemühungen wieder zunichte und Zehntausende Pfälzer emigrierten u. a. nach Nordamerika und Preußen.
Auch in religiöser Hinsicht war die Zeit nach dem Dreißigjährigen Krieg von großer Unruhe geprägt. 1685 starb die reformierte Linie Pfalz-Simmern aus und die katholischen Vettern der Linie Pfalz-Neuburg traten mit Kurfürst Philipp Wilhelm die Regierung in der Kurpfalz an. Dieser ordnete die Gleichstellung des katholischen Glaubens, in der mehrheitlich evangelischen bevölkerten Pfalz, an. Schon während des Pfälzischen Erbfolgekriegs hatte Frankreich versucht, in den eroberten Gebieten die Gegenreformation voranzutreiben, und etliche katholische Pfarreien gegründet. Der Krieg endete 1697 mit dem Frieden von Rijswijk, der die Stellung des zu diesem Zeitpunkt regierenden katholischen Kurfürsten Johann Wilhelm stärkte. Dies führte am 26. Oktober 1698 zum Erlass des Simultaneum. Danach waren die Katholiken berechtigt alle reformierten Einrichtungen wie Kirchen, Schulen und Friedhöfe mitzunutzen, während dies umgekehrt nicht erlaubt wurde. Weiterhin wurde die bis dahin selbständige reformierte Kirchenverwaltung dem Landesherren unterstellt. Erst auf Betreiben Preußens kam es 1705 zur sogenannten Pfälzische Kirchenteilung in der das Simultanum rückgängig gemacht wurde und die Kirchen im Land wurden mitsamt Pfarrhäusern und Schulen zwischen den Reformierten und den Katholiken im Verhältnis fünf zu zwei aufgeteilt. Sonderregelungen gab es für die drei Hauptstädte Heidelberg, Mannheim und Frankenthal sowie die Oberamtsstädte Alzey, Kaiserslautern, Oppenheim, Bacharach und Weinheim. In den Städten mit zwei Kirchen sollte die eine den Protestanten und die andere den Katholiken zufallen; in den anderen, wo nur eine Kirche bestand, der Chor vom Langhaus durch eine Mauer geschieden, und jener den Katholiken, dieses den Protestanten eingeräumt werden. Den Lutheranern wurden nur jene Kirchen zugestanden, die sie im Jahr 1624 besaßen oder danach gebaut hatten.
Unter pfälzischer Hoheit wurden Verwaltung und Gerichtsbarkeit über den Ort durch die „Zent Waldmichelbach“ der „Amtsvogtei Lindenfels“ ausgeübt. Diese Vogtei unterstand dem Oberamt Heidelberg bis 1737, danach wurde Lindenfels ein selbständiges Oberamt der „Pfalzgrafschaft bei Rhein“ (im Kurfürstentum Pfalzbayern ab 1777).
1613 wurden 7 Huben, 7 Hausgesäße und an Leibeigenen 6 Männer und 4 Frauen gezählt.
Für 1784 sind 6 Häuser und 12 Familien überliefert und die Gemarkung enthielt
320 Morgen Äcker, 154 Morgen Wiesen, 22 Morgen Gärten und 56 Morgen Hubenwald.
Daneben gab es 800 Morgen Wald der gemeinschaftlich durch die Zent  Wald-Michelbach genutzt wurde. Es gab einen Kurfürstlichen Förster, der sowohl über diese, als auch über alle anderen Waldungen der Zent Wald-Michelbach und der Zent Hammelbach die Aufsicht hatte. Den großen und kleinen Zehnten bezog die Kurmainzische Hofkammer Names des Klosters Lorsch.

### 19. Jahrhundert bis heute
Das ausgehende 18. und beginnende 19. Jahrhundert brachte Europa weitreichende Änderungen.
Als Folge der Napoleonischen Kriege wurde in der letzten Sitzung des Immerwährenden Reichstags in Regensburg im Februar 1803 der Reichsdeputationshauptschluss verabschiedet, der die Bestimmungen des Friedens von Lunéville umsetzte, und die territorialen Verhältnisse im Heiligen Römischen Reich (Deutscher Nation) neu regelte.
Dieser bestimmt die Auflösung der Kurpfalz und wies das „Oberamt Lindenfels“ und damit Völkesbach der Landgrafschaft Hessen-Darmstadt als Ausgleich für verlorene rechtsrheinische Gebiete zu. Das „Oberamt Lindenfels“ wurde vorerst als hessische Amtsvogtei weitergeführt.
Unter Druck Napoleons wurde 1806 der Rheinbund gegründet, dies geschah mit dem gleichzeitigen Reichsaustritt der Mitgliedsterritorien.
Dies führte am 6. August 1806 zur Niederlegung der Reichskrone, womit das alte Reich aufhörte zu bestehen.
Am 14. August 1806 wurde die Landgrafschaft Hessen-Darmstadt, gegen Stellung hoher Militärkontingente an Frankreich und den Beitritt zum Rheinbund, von Napoleon zum Großherzogtum erhoben, anderenfalls drohte er mit Invasion.
Im Großherzogtum Hessen wurde der Amtsbereich des „Amts Lindenfels“ 1812 aufgeteilt und Völckesbach dem „Amt Waldmichelbach“ zugewiesen. Die Übergeordnete Verwaltungsbehörde war der „Regierungsbezirk Darmstadt“ der ab 1803 auch als „Fürstentum Starkenburg“ bezeichnet wurde.
Nach der endgültigen Niederlage Napoléons regelte der Wiener Kongress 1814/15 auch die territorialen Verhältnisse für Hessen, daraufhin wurden 1816 im Großherzogtum Provinzen gebildet. Dabei wurde das vorher als „Fürstentum Starkenburg“ bezeichnete Gebiet, das aus den südlich des Mains gelegenen alten Hessischen und den ab 1803 hinzugekommenen rechtsrheinischen Territorien bestand, in „Provinz Starkenburg“ umbenannt.
1821 wurden im Rahmen einer umfassenden Verwaltungsreform die Amtsvogteien in den Provinzen Starkenburg und Oberhessen des Großherzogtums aufgelöst und Landratsbezirke eingeführt, wobei Vöckelsbach zum Landratsbezirk Lindenfels kam. Im Rahmen dieser Reform wurden auch Landgerichte geschaffen, die jetzt unabhängig von der Verwaltung waren. Deren Gerichtsbezirke entsprachen in ihrem Umfang den Landratsbezirken. Für den Landratsbezirk Lindenfels war das Landgericht Fürth als Gericht erster Instanz zuständig. Diese Reform ordnete auch die Verwaltung auf Gemeindeebene neu. So war die Bürgermeisterei in Ober-Mumbach außer für Ober-Mumbach auch für Geisenbach, Hornbach, Reisen, Schimbach (heute Weiler der Gemeinde Birkenau) und Vöckelsbach zuständig.
Entsprechend der Gemeindeverordnung vom 30. Juni 1821 gab es keine Einsetzungen von Schultheißen mehr, sondern einen gewählten Ortsvorstand, der sich aus Bürgermeister, Beigeordneten und Gemeinderat zusammensetzte.
1832 wurden die Verwaltungseinheiten weiter vergrößert und es wurden Kreise geschaffen. Nach der am 20. August 1832 bekanntgegebenen Neugliederung sollte es in Süd-Starkenburg künftig nur noch die Kreise Bensheim und Lindenfels geben; der Landratsbezirk von Heppenheim sollte in den Kreis Bensheim fallen. Noch vor dem Inkrafttreten der Verordnung zum 15. Oktober 1832 wurde diese aber dahingehend revidiert, dass statt des Kreises Lindenfels neben dem Kreis Bensheim der Kreis Heppenheim als zweiter Kreis gebildet wurde, zu dem jetzt Vöckelsbach gehörte.
1842 wurde das Steuersystem im Großherzogtum reformiert und der Zehnte und die Grundrenten (Einnahmen aus Grundbesitz) wurden durch ein Steuersystem ersetzt, wie es in den Grundzügen heute noch existiert.
Infolge der Märzrevolution 1848 wurden mit dem „Gesetz über die Verhältnisse der Standesherren und adeligen Gerichtsherren“ vom 15. April 1848 die standesherrlichen Sonderrechte endgültig aufgehoben.
Darüber hinaus wurden in den Provinzen, die Kreise und die Landratsbezirke des Großherzogtums am 31. Juli 1848 abgeschafft und durch „Regierungsbezirke“ ersetzt, wobei die bisherigen Kreise Bensheim und Heppenheim zum Regierungsbezirk Heppenheim vereinigt wurden. Bereits vier Jahre später, im Laufe der Reaktionsära, kehrte man aber zur Einteilung in Kreise zurück und Vöckelsbach wurde Teil des neu geschaffenen Kreises Lindenfels.
Die im Dezember 1852 aufgenommenen Bevölkerungs- und Katasterlisten ergaben für Vöckelsbach: Reformatorisches Filialdorf mit 107 Einwohnern das mit Schnorrenbach eine Gemarkung bildet. Diese besteht aus 1027 Morgen, davon 561 Morgen Ackerland, 168 Morgen Wiesen und 275 Morgen Wald.
In den Statistiken des Großherzogtums Hessen werden, bezogen auf Dezember 1867, für das Filialdorf Vöckelsbach mit der Bürgermeisterei Reisen, 12 Häuser, 102 Einwohnern, der Kreis Lindenfels, das Landgericht Wald-Michelbach, die evangelische reformierte Pfarrei Wald-Michelbach des Dekanats Lindenfels und die katholische Pfarrei Wald-Michelbach des Dekanats Heppenheim, angegeben.
Nachdem das Großherzogtum Hessen ab 1871 Teil des Deutschen Reiches war, wurden 1874 eine Reihe von Verwaltungsreformen beschlossen. So wurden die landesständige Geschäftsordnung sowie die Verwaltung der Kreise und Provinzen durch Kreis- und Provinzialtage geregelt. Die Neuregelung trat am 12. Juli 1874 in Kraft und verfügte auch die Auflösung der Kreise Lindenfels und Wimpfen und die Wiedereingliederung von Vöckelsbach in den Kreis Heppenheim.
Die hessischen Provinzen Starkenburg, Rheinhessen und Oberhessen wurden 1937 nach der 1936 erfolgten Auflösung der Provinzial- und Kreistage aufgehoben. Zum 1. November 1938 trat dann eine umfassende Gebietsreform auf Kreisebene in Kraft. In der ehemaligen Provinz Starkenburg war der Kreis Bensheim besonders betroffen, da er aufgelöst und zum größten Teil dem Kreis Heppenheim zugeschlagen wurde. Der Kreis Heppenheim übernahm auch die Rechtsnachfolge des Kreises Bensheim und erhielt den neuen Namen Landkreis Bergstraße.
Das Großherzogtum Hessen war von 1815 bis 1866 ein Mitgliedsstaat des Deutschen Bundes und danach ein Bundesstaat des Deutschen Reiches. Es bestand bis 1919, nach dem Ersten Weltkrieg wurde das Großherzogtum zum republikanisch verfassten Volksstaat Hessen. 1945 nach Ende des Zweiten Weltkriegs befand sich das Gebiet des heutigen Hessen in der amerikanischen Besatzungszone und durch Weisung der Militärregierung entstand Groß-Hessen, aus dem das Bundesland Hessen in seinen heutigen Grenzen hervorging.
Im Jahr 1961 wurde die Gemarkungsgröße mit 184 ha angegeben, davon waren 58 ha Wald.
Im Zuge der Gebietsreform in Hessen wurden am 31. Dezember 1970 die bis dahin selbstständigen Gemeinden Vöckelsbach sowie Ober-Liebersbach und Ober-Mumbach auf freiwilliger Basis in der Gemeinde Mörlenbach eingemeindet.
Für Vöckelsbach und die anderen ehemaligen Gemeinden von Mörlenbach wurden Ortsbezirke mit Ortsbeirat und Ortsvorsteher nach der Hessischen Gemeindeordnung eingerichtet.

### Gerichtszugehörigkeit in Hessen
Die Gerichtsbarkeit des Oberamtes Lindenfels ging 1813 an das neue Justizamt in Fürth über. Mit der Trennung der Rechtsprechung von der Verwaltung und der damit verbundenen Einrichtung der Landgerichte im Großherzogtum Hessen war ab 1821 das Landgericht Fürth als Gericht erster Instanz für Vöckelsbach zuständig. 1853 wurde aus dessen Gerichtsbezirk ein neuer Landgerichtsbezirk ausgegliedert, das Landgericht Waldmichelbach, zu dem nun auch Vöckelsbach gehörte.
Anlässlich der Einführung des Gerichtsverfassungsgesetzes mit Wirkung vom 1. Oktober 1879, infolge derer die bisherigen großherzoglich hessischen Landgerichte durch Amtsgerichte an gleicher Stelle ersetzt wurden, während die neu geschaffenen Landgerichte nun als Obergerichte fungierten, wurde nun das Amtsgericht Wald-Michelbach im Bezirk des Landgerichts Darmstadt zuständig.
1943 wurde der Amtsgerichtsbezirk Wald-Michelbach kriegsbedingt vorübergehend aufgelöst, dem Amtsgericht Fürth zugeordnet und dort als Zweigstelle geführt, was nach dem Krieg wieder rückgängig gemacht wurde. Zum 1. Juli 1968 wurde dann das Amtsgericht Wald-Michelbach aufgelöst, womit Vöckelsbach wieder und endgültig in die Zuständigkeit des Amtsgerichts Fürth kam.

### Historische Beschreibungen
Im Versuch einer vollständigen Geographisch-Historischen Beschreibung der Kurfürstl. Pfalz am Rheine findet sich 1786 über Vöckelsbach:

„Ist das geringste Dörflein in dieser Zent, aus 6 Häusern und 12 Familien bestehend; seine Nachbaren sind gegen Ost die Kurmainzischen Orte Mackenheim und Abt-Steinach, gegen Süd Schnorr- und Mumbach nämlichen Gebietes; gegen West das folgende Dorf Ober-Mummbach, und gegen Nordwest Weiher, so ebenfalls Mainzisch ist. [...] Durch das Dörflein flieset ein in dessen Gemarkung entspringendes Bächlein, treibet eine Mahlmühle, und füllt bei dem Dorfe Weiher in die Mörlenbach.“

Die Statistisch-topographisch-historische Beschreibung des Großherzogthums Hessen berichtet 1829 über Vöckelsbach:

„Vöckelsbach (L. Bez. Lindenfels) reform. Filialdorf; liegt 2 1⁄2 St. von Lindenfels, hat 10 Häuser und 79 Einw., die außer 14 Luth. und 2 Kath. reformirt sind. Im Jahr 1802 kam der Ort von Churpfalz an Hessen.“

Im Neuestes und gründlichstes alphabetisches Lexicon der sämmtlichen Ortschaften der deutschen Bundesstaaten von 1845 heißt es:

„Vöckelsbach b. Lindenfels. – Reformirtes Filialdorf von Waldmichelbach. – 10 H. 79 E. (inkl. 2 Katholiken und 14 Lutheranern). – Großherzogthum Hessen. – Prov. Starkenburg. – Kreis Heppenheim. – Landgericht Fürth. – Hofgericht Darmstadt. – Das Dorf Vöckelsbach ist im Jahre 1802 von Churpfalz an Hessen abgetreten worden.“

### Bevölkerung

#### Einwohnerstruktur
Nach den Erhebungen des Zensus 2011 lebten am Stichtag dem 9. Mai 2011 in Vöckelsbach 300 Einwohner. Darunter waren 6 (2,0 %) Ausländer.
Nach dem Lebensalter waren 48 Einwohner unter 18 Jahren, 126 waren zwischen 18 und 49, 69 zwischen 50 und 64 und 57 Einwohner waren älter.
Die Einwohner lebten in 144 Haushalten. Davon waren 48 Singlehaushalte, 45 Paare ohne Kinder und 33 Paare mit Kindern, sowie 15 Alleinerziehende und 6 Wohngemeinschaften. In nnn Haushalten lebten ausschließlich Senioren und in nnn Haushaltungen leben keine Senioren.
Im Jahr  1961 wurden 112 evangelische  (91,80 %) und 9 katholische (7,38 %) Christen gezählt.

#### Einwohnerentwicklung
| • 1613: | 7 Hausgesesse, Leibeigene: 6 Männer und 4 Frauen |

| Vöckelsbach: Einwohnerzahlen von 1829 bis 2022 | Vöckelsbach: Einwohnerzahlen von 1829 bis 2022 | Vöckelsbach: Einwohnerzahlen von 1829 bis 2022 | Vöckelsbach: Einwohnerzahlen von 1829 bis 2022 | Vöckelsbach: Einwohnerzahlen von 1829 bis 2022 |
| --- | ---------------------------------------------- | ---------------------------------------------- | ---------------------------------------------- | ---------------------------------------------- |
| Jahr |                                                |                                                |                                                | Einwohner                                      |
| 1829 | 1829                                           |                                                | 79                                             | 79                                             |
| 1834 | 1834                                           |                                                | 88                                             | 88                                             |
| 1840 | 1840                                           |                                                | 82                                             | 82                                             |
| 1846 | 1846                                           |                                                | 107                                            | 107                                            |
| 1852 | 1852                                           |                                                | 107                                            | 107                                            |
| 1858 | 1858                                           |                                                | 89                                             | 89                                             |
| 1864 | 1864                                           |                                                | 98                                             | 98                                             |
| 1871 | 1871                                           |                                                | 88                                             | 88                                             |
| 1875 | 1875                                           |                                                | 106                                            | 106                                            |
| 1885 | 1885                                           |                                                | 100                                            | 100                                            |
| 1895 | 1895                                           |                                                | 109                                            | 109                                            |
| 1905 | 1905                                           |                                                | 119                                            | 119                                            |
| 1910 | 1910                                           |                                                | 105                                            | 105                                            |
| 1925 | 1925                                           |                                                | 109                                            | 109                                            |
| 1939 | 1939                                           |                                                | 83                                             | 83                                             |
| 1946 | 1946                                           |                                                | 122                                            | 122                                            |
| 1950 | 1950                                           |                                                | 128                                            | 128                                            |
| 1956 | 1956                                           |                                                | 119                                            | 119                                            |
| 1961 | 1961                                           |                                                | 122                                            | 122                                            |
| 1967 | 1967                                           |                                                | 148                                            | 148                                            |
| 1970 | 1970                                           |                                                | 148                                            | 148                                            |
| 1980 | 1980                                           |                                                | ?                                              | ?                                              |
| 1990 | 1990                                           |                                                | ?                                              | ?                                              |
| 2000 | 2000                                           |                                                | ?                                              | ?                                              |
| 2011 | 2011                                           |                                                | 300                                            | 300                                            |
| 2015 | 2015                                           |                                                | 309                                            | 309                                            |
| 2019 | 2019                                           |                                                | 325                                            | 325                                            |
| 2022 | 2022                                           |                                                | 310                                            | 310                                            |
| Datenquelle: Historisches Gemeindeverzeichnis für Hessen: Die Bevölkerung der Gemeinden 1834 bis 1967. Wiesbaden: Hessisches Statistisches Landesamt, 1968. Weitere Quellen: LAGIS; nach 1970 Gemeinde Mörlenbach; Zensus 2011 |                                                |                                                |                                                |                                                |

## Wappen
Am 17. Januar 1968 wurde der Gemeinde Vöckelsbach ein Wappen mit folgender Blasonierung verliehen: In Gold unter einer gestürzten, mit drei silbernen Vögeln belegten blauen Spitze ein blauer Wellenbalken.

## Verkehr und Infrastruktur
Für den Straßenverkehr ist Vöckelsbach durch die Kreisstraße K 19 erschlossen, die bei Weiher von der Landesstraße L 3120 in das Vöckelsbacher Tal abzweigt und im Ort endet.
Den Ausgang des Vöckelbachtals überquert die stillgelegte, aber denkmalgeschützte Überwaldbahn auf dem längsten Brückenbauwerk der ganzen Strecke, dem 135 Meter langen Vöckelsbacher Viadukt. Allerdings liegt die Bahntrasse schon nördlich außerhalb der Gemarkung Vöckelsbach.